# 貝克斯維爾鎮區 (北卡羅萊納州米切爾縣)
貝克斯維爾鎮區（英語：Bakersville Township）是位於美國北卡羅萊納州米切爾縣的一個鎮區。

## 地方資料
貝克斯維爾鎮區的面積為43.83平方千米，當中陸地面積為43.64平方千米，而水域面積為0.19平方千米。根據2020年美國人口普查的數據，當地共有人口1757人，而人口密度為每平方千米40.09人。